# Francolinus gularis
Francolinus gularis là một loài chim trong họ Phasianidae.